# Моинкадж
Моинка́дж (тадж. Моинкаҷ) — село в районах республиканского подчинения Республики Таджикистан. 
Входит в состав джамоата (сельской общины) Рохати района Рудаки.
Находится на расстоянии 40 км от райцентра (пгт. Сомониён) и 3 км от центра джамоата (село Теппаи-Самарканди).
Население — 3510 чел. (2017).